# 索恩·梅克
索恩·馬里亞·梅克（英語：Thon Marial Maker，1997年2月25日—），出生於蘇丹共和國的瓦烏（今南蘇丹共和國第二大城市瓦烏），為籃球運動員，場上位置為大前鋒或中鋒。

## 早年生涯
梅克於1997年出生在蘇丹共和國的瓦烏（今南蘇丹共和國第二大城市瓦烏）。在他五歲那年，梅克一位在瓦烏當地任職行政官員的叔叔將他和他的弟弟馬圖爾·梅克以及他們的阿姨送到了烏干達共和國，避開蘇丹內戰的戰亂。也正是在那裡，他們以難民的身份進入了澳大利亞。
在梅克14歲那年，非洲裔美國人的愛德華·史密斯發掘了他，愛德華在澳大利亞致力於給那些移民學校的孩子提供一些他們原本很難獲得的機會。在這之前，愛德華曾幫助過同為蘇丹移民的亞特·馬佐科和马思伊安·莫。愛德華在梅克從事足球運動時發崛了他，他給梅克的阿姨提供了大量協助，同時資助梅克在雪梨的衣食和教育。梅克在2011年開始為聖喬治籃球聯盟出征，他的天賦和得天獨厚的身材使得他在球場上統治力十足，但就在梅克所屬的球隊即將挑戰季後賽前，史密斯便帶著梅克離開了澳洲，前往德克薩斯州參加一個人才訓練營。

## 高中生涯
在美国的这段时间里，索恩-梅克在加入位于弗吉尼亚州马丁斯维尔的卡莱尔中学之前，在路易斯安那州的两所高中短暂逗留过，包括著名的梅泰里中学。在梅克的前两年高中生涯中，他在为卡莱尔高中男子篮球队场出战的53场比赛中，均有着22.2分13.1篮板1.9助攻1.4抢断4.5封盖的数据[8]。
2014年9月5日，梅克和他的弟弟去到加拿大安大略省Mono镇，并在当地的运动机构注册，而爱德华-史密斯当时正是这个机构的助理教练。在这个机构的帮助下，梅克兄弟俩注册加入了奥兰治维尔镇附近的奥兰治维尔区中学。
2015年2月18日，梅克宣布自己决定加入2015级，这也就意味着2014-15赛季会是他最后一年高中生涯。在那之后，梅克参加了在俄勒冈州波特兰举办的2015耐克篮球峰会，并且和2016年NBA选秀大会状元热门人选本-西蒙斯、斯卡尔-拉比西埃和中国球员周琦等人组成了世界队。在4月11日的耐克篮球峰会比赛中，本-西蒙斯带领世界队以103-101击败了美国队。索恩-梅克此役5投0中，斩获2分10篮板1封盖。
2015年6月18日，梅克宣布重新回到2016级，并且回到了奥兰治维尔为2015-16赛季做准备。梅克意识到了加入2015级是一件多么压力山大的事情，为了跻身“2015级顶级球员”的行列，需要的工作量使得梅克精疲力竭，想要一步到位的压力也让他难易承受。重回校园的他收到了来自亚利桑那州立大学太阳魔队、佛罗里达州立大学塞米诺尔人队、印第安纳大学山地人队、堪萨斯大学捷鹰队、肯塔基大学野猫队、圣母大学爱尔兰战士队、圣约翰大学红色风暴队和内华达大学拉斯维加斯分校奔跑叛逆者队的招募。
2016年4月3日，索恩-梅克宣布想要参加2016年NBA选秀大会，但他这一决定需要得到联盟的许可才能执行，新的选秀规则规定，参选球员必须在参选当年至少达到19岁，或者高中毕业至少已经一个NBA赛季 （差不多接近8个月）。所以摆在梅克面前的问题是，向联盟证明他已经在2015年从奥兰治维尔区中学毕业，幸运的是他成功做到了这一点，他证明了自己在2015年就已经毕业，但是出于个人意愿，在毕业后以“研究生”的身份再留校了一年。梅克也因此将成为10多年来第二个以北美洲高中生身份直接加入NBA的球员，也是自2005年联盟颁布“至少打一年”的选修新规则后首位打破这一规则的球员。

## 職業生涯
2022年9月中国男子篮球职业联赛福建鲟宣布與梅克完成簽約。梅克替福建鲟出賽36場，場均上場29.3分鐘，可挹注16.8分、10.1籃板、1.6 助攻、1.3抄截、1.8阻攻。2023年9月梅克確定續留福建鲟。
2024年10月1日，NBA休斯敦火箭宣布簽下梅克。10月15日，休斯敦火箭裁掉梅克。

## 平均數據

### NBA

#### 例行賽
| 賽季     | 球隊         | GP  | GS | MPG  | FG%  | 3P%  | FT%  | RPG | APG | SPG | BPG | PPG |
| -------- | ------------ | --- | -- | ---- | ---- | ---- | ---- | --- | --- | --- | --- | --- |
| 2016–17  | 密爾瓦基公鹿 | 57  | 34 | 9.9  | .459 | .378 | .653 | 2.0 | .4  | .2  | .5  | 4.0 |
| 2017–18  | 密爾瓦基公鹿 | 74  | 12 | 16.7 | .411 | .298 | .699 | 3.0 | .6  | .5  | .7  | 4.8 |
| 2018–19  | 密爾瓦基公鹿 | 35  | 0  | 11.7 | .440 | .333 | .541 | 2.7 | .5  | .3  | .5  | 4.7 |
| 2018–19  | 底特律活塞   | 29  | 5  | 19.4 | .373 | .307 | .766 | 3.7 | .9  | .4  | 1.1 | 5.5 |
| 2019–20  | 底特律活塞   | 60  | 14 | 12.9 | .482 | .344 | .664 | 2.8 | .7  | .4  | .7  | 4.7 |
| 職業生涯 | 職業生涯     | 255 | 65 | 13.9 | .433 | .329 | .673 | 2.8 | .6  | .4  | .7  | 4.7 |

#### 季後賽
| 賽季     | 球隊         | GP | GS | MPG  | FG%  | 3P%  | FT%  | RPG | APG | SPG | BPG | PPG |
| -------- | ------------ | -- | -- | ---- | ---- | ---- | ---- | --- | --- | --- | --- | --- |
| 2017     | 密爾瓦基公鹿 | 6  | 6  | 19.3 | .387 | .200 | .818 | 3.2 | 2.0 | .8  | 1.8 | 5.8 |
| 2018     | 密爾瓦基公鹿 | 6  | 2  | 21.7 | .393 | .300 | .714 | 3.8 | .8  | .3  | 1.8 | 5.5 |
| 2019     | 底特律活塞   | 4  | 2  | 17.3 | .269 | .000 | .889 | 2.3 | 1.0 | 0.0 | 1.0 | 5.5 |
| 職業生涯 | 職業生涯     | 16 | 10 | 19.7 | .353 | .190 | .815 | 3.2 | 1.3 | .4  | 1.6 | 5.6 |

## 外部連結
- 索恩·梅克在fiba.basketball（英语）
- 索恩·梅克在fiba.basketball（英语）
- 索恩·梅克在NBA（英语）
- 索恩·梅克在Basketball-Reference.com（NBA）（英语）
- 索恩·梅克在Basketball-Reference.com（NBA G聯盟）（英语）
- 索恩·梅克在Basketball-Reference.com（國際）（英语）
- 索恩·梅克在ESPN（NBA）（英语）
- 索恩·梅克在Eurobasket.com（球員）（英语）
- 索恩·梅克在RealGM（英语）
- 索恩·梅克在Proballers（英语）
- 索恩·梅克在中国篮球数据库（新浪网）